# Ernst & Young

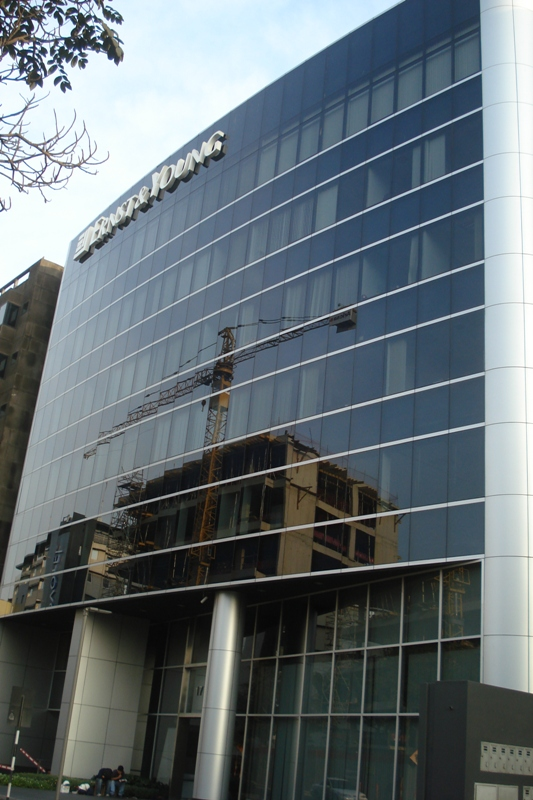
Oficina de EY en Lima, Perú.

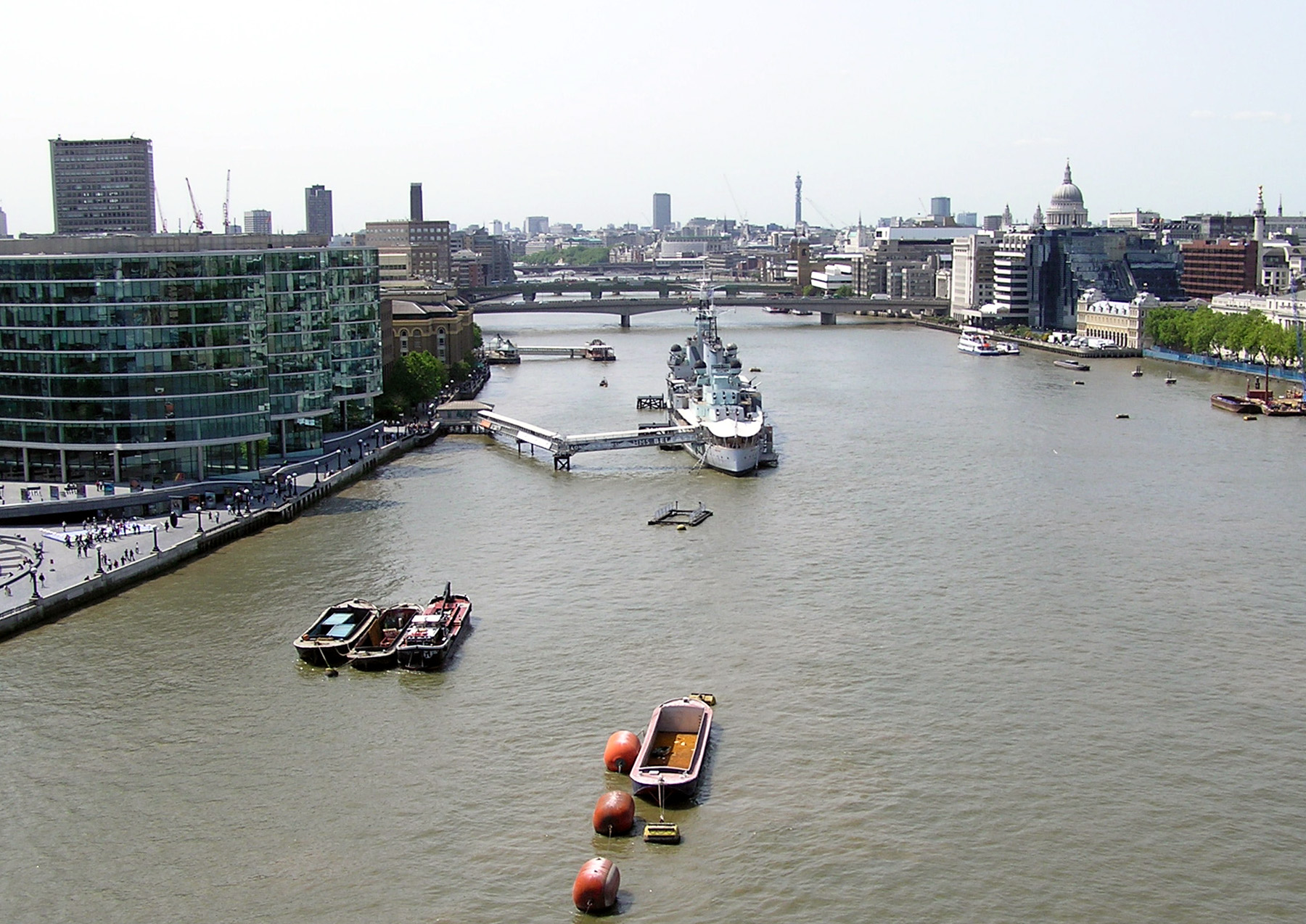
Sede mundial en Londres, cerca del Tower Bridge.

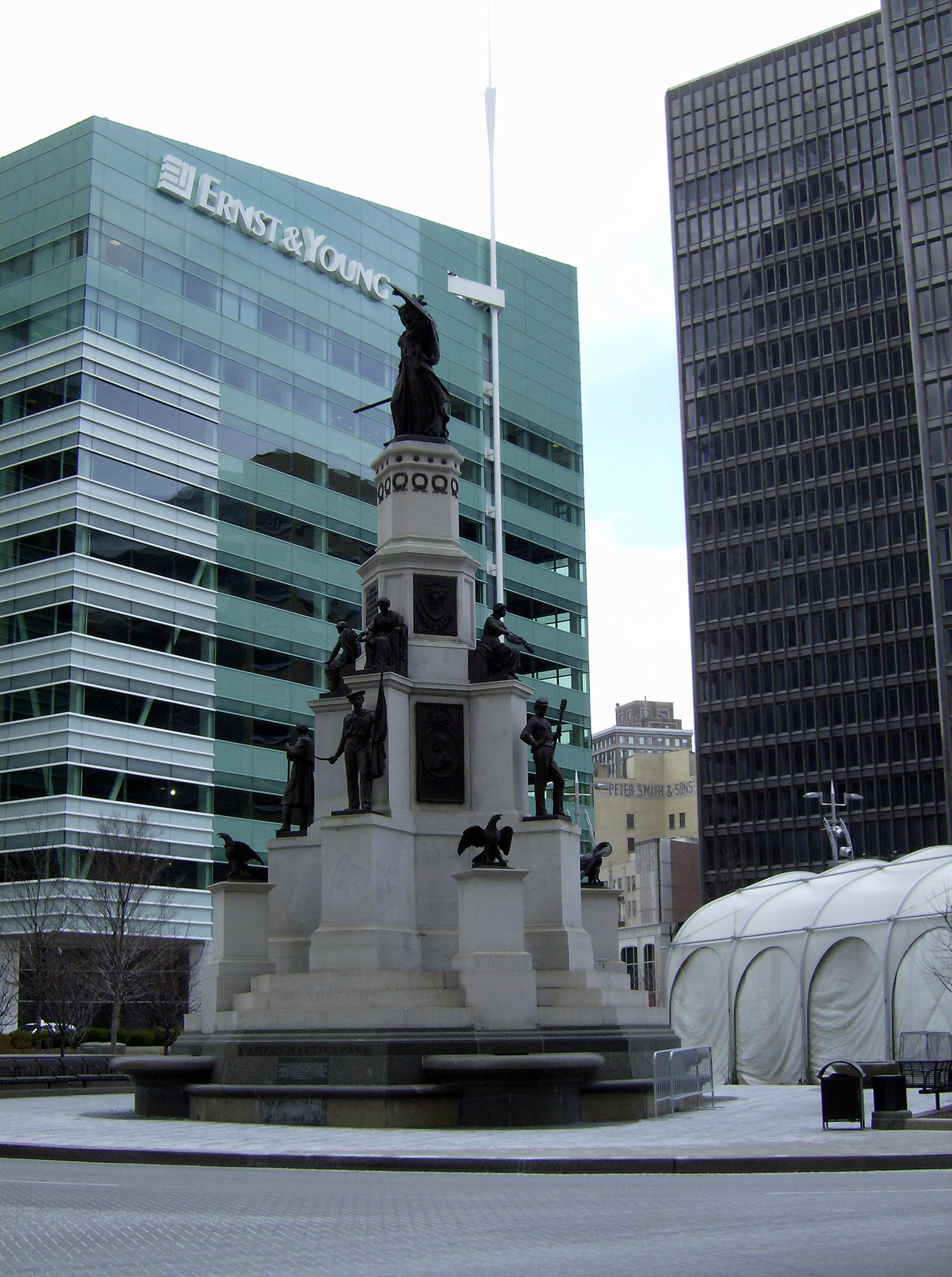
Oficinas en Detroit, Estados Unidos.

Ernst & Young, ahora también conocida como EY es una empresa multinacional y de las más importantes firmas de servicios profesionales del mundo, que incluyen auditoría, impuestos, finanzas, contabilidad, asesoría legal, servicios de cálculos y estudios actuariales y asesoramiento en la gestión de la empresa. EY es una de las llamadas Big Four, las cuatro empresas más importantes del mundo en el sector de la consultoría y auditoría, junto con: PricewaterhouseCoopers, Deloitte y KPMG. Según la revista Forbes, a finales del año 2013 por su tamaño es la décima mayor empresa privada de  Estados Unidos.
EY es una organización con operaciones en todo el mundo que consiste en varias empresas miembros. EY Global está ubicada en Londres y en Estados Unidos posee sus oficinas en el número 5 de Times Square, Nueva York, NY. En México está ubicada en  Antara en la zona Polanco de la Ciudad de México, contando con oficinas en otras dieciséis ciudades del país, mientras que en España está ubicada en la Torre Titania, en el centro de Madrid.

## Estructura global
EY es la firma más lograda a nivel mundial de las Cuatro Grandes firmas. EY Global establece las normas mundiales y supervisa la política mundial y la consistencia del servicio, con los trabajos realizados por sus firmas miembro. 
Esto es diferente de otras redes de servicios profesionales que están más descentralizadas. 
Las cuatro áreas son: 
- Europa, Oriente Medio, India y África
- América
- Asia y el Pacífico
- Japón

Cada área tiene una estructura de negocio idéntico y un equipo de gestión que está dirigido por un socio gerente del área que es parte del Consejo Ejecutivo Mundial. El objetivo de esta estructura es atender con eficacia a clientes cada vez más globales, que tienen intereses de las multinacionales.

## Servicios
EY tiene cuatro líneas principales de servicio y participación: 
- Assurance Services (45%): comprende Auditoría Financiera, Servicios Financieros Asesoría Contable, Servicios de Investigación de Fraude (Forensic) y Disputas, y los servicios de Sostenibilidad y Cambio Climático.
- Tax Services (26%): incluye el cumplimiento del Impuesto Empresarial, Capital Humano, Aduanas, Impuestos Indirectos, Servicios de Impuestos internacionales, Contabilidad Tributaria y Servicios de asesoramiento de riesgos, Impuesto a las Transacciones.
- Advisory Services (20%): consta de cuatro líneas: Actuarial, IT Risk and Assurance, Risk y Performance Improvement.
- Transaction Advisory Services (TAS) (9%): se ocupa de la agenda de las empresas de capital - la conservación, la optimización, la inversión, el aumento de capital, asesoramiento en fusiones y adquisiciones así como en valoraciones.

## Nombre y marca
El nombre de la empresa surge de la fusión global entre Ernst & Whinney y Arthur Young en 1989. El propósito de la empresa es "Construyendo un mejor entorno de negocios" (en inglés "Building a better working world").

## Historia
A principios de 1900, Arthur Young y Alwin Ernst decidieron fundar sus propias firmas de auditoría de manera independiente. Ambas crecieron muy rápido y se expandieron internacionalmente, compartiendo una filosofía y una estrategia similares. No obstante, no sería hasta 1989 cuando ambas decidieron fusionarse y formar Ernst & Young.
Esto logró posicionar a la firma de nueva creación como referente, capaz de adaptarse a la creciente globalización que se abría paso, a la utilización de las nuevas tecnologías y una manera diferente de trabajar.
En el siglo XXI, y tras las numerosas fusiones llevas a cabo y el escándalo que tuvo lugar en el sector con el caso Enron, Ernst & Young logró consolidarse y posicionarse como una de firmas de servicios profesionales más importantes a nivel global.
Desde el año 2013 la consultora Ernst & Young pasó a ser conocida en todo el mundo como EY. Con esta renovación la compañía permite modernizar y reforzar aún más el nombre de la firma, ya que así es "como ya la reconocían profesionales, clientes y mercados".
A pesar del clima de incertidumbre que se vive en estos tiempos a nivel global, por las dudas que surgen en torno al crecimiento económico, las guerras comerciales y el proteccionismo, EY ha logrado seguir creciendo y presentó en su último año fiscal 2020 una facturación récord de USD 37.200 millones de dólares (4,1% más respecto a los registrados en el mismo periodo del ejercicio anterior.
The Wall Street Journal informó en mayo de 2022 que la empresa podría dividir sus divisiones de contabilidad y asesoría en dos nuevos negocios separados.

## Críticas
Los auditores de segundo año de EY en su sede de Barcelona trasladaron a sus superiores a través de un correo electrónico su cansancio ante las largas jornadas de trabajo, que en los momentos más duros rondan las 84 horas semanales.